# Governatore generale delle Filippine (Nuova Spagna)

## Lista
I Governatori generali delle Filippine dal 1565 al 1821 sono stati i seguenti.
| #  | Foto | Nome                                  | Nazionalità | Mandato           | Mandato           |
| #  | Foto | Nome                                  | Nazionalità | Inizio            | Termine           |
| -- | ---- | ------------------------------------- | ----------- | ----------------- | ----------------- |
| 1  |      | Miguel López de Legazpi               | Spagnolo    | 27 aprile 1565    | 20 agosto 1572    |
| 2  |      | Guido de Lavezaris                    | Spagnolo    | 20 agosto 1572    | 25 agosto 1575    |
| 3  |      | Francisco de Sande                    | Spagnolo    | 25 agosto 1575    | aprile 1580       |
| 4  |      | Gonzalo Ronquillo de Peñalosa         | Spagnolo    | aprile 1580       | 10 marzo 1583     |
| 5  |      | Diego Ronquillo                       | Spagnolo    | 10 marzo 1583     | 16 maggio 1584    |
| 6  |      | Santiago de Vera                      | Spagnolo    | 16 maggio 1584    | maggio 1590       |
| 7  |      | Gómez Pérez Dasmariñas                | Spagnolo    | 1º giugno 1590    | 25 ottobre 1593   |
| 8  |      | Pedro de Rojas                        | Spagnolo    | ottobre 1593      | 3 dicembre 1593   |
| 9  |      | Luis Pérez Dasmariñas                 | Spagnolo    | 3 dicembre 1593   | 14 luglio 1596    |
| 10 |      | Francisco de Tello de Guzmán          | Spagnolo    | 14 luglio 1596    | maggio 1602       |
| 11 |      | Pedro Bravo de Acuña                  | Spagnolo    | maggio 1602       | 24 giugno 1606    |
| 12 |      | Cristóbal Téllez de Almanza           | Spagnolo    | 24 giugno 1606    | 15 giugno 1608    |
| 13 |      | Rodrigo de Vivero y Aberrucia         | Spagnolo    | 15 giugno 1608    | aprile 1609       |
| 14 |      | Juan de Silva                         | Spagnolo    | aprile 1609       | 19 aprile 1616    |
| 15 |      | Andrés Alcaraz                        | Spagnolo    | 19 aprile 1616    | 3 luglio 1618     |
| 16 |      | Alonso Fajardo de Entenza             | Spagnolo    | 3 luglio 1618     | luglio 1624       |
| 17 |      | Jeronimo de Silva                     | Spagnolo    | luglio 1624       | giugno 1625       |
| 18 |      | Fernando de Silva                     | Spagnolo    | luglio 1625       | 29 giugno 1626    |
| 19 |      | Juan Niño de Tabora                   | Spagnolo    | 29 giugno 1626    | 22 luglio 1632    |
| 20 |      | Lorenzo de Olaza y Lecubarri          | Spagnolo    | 22 luglio 1632    | 1633              |
| 21 |      | Juan Cerezo de Salamanca              | Spagnolo    | 29 agosto 1633    | 25 giugno 1635    |
| 22 |      | Sebastián Hurtado de Corcuera         | Spagnolo    | 25 giugno 1635    | 11 agosto 1644    |
| 23 |      | Diego Fajardo Chacón                  | Spagnolo    | 11 agosto 1644    | 25 luglio 1653    |
| 24 |      | Francisco Tabili                      | Spagnolo    | 1º aprile 1654    | 25 luglio 1654    |
| 25 |      | Sabiniano Manrique de Lara            | Spagnolo    | 25 luglio 1654    | 8 settembre 1663  |
| 26 |      | Diego de Salcedo                      | Spagnolo    | 8 settembre 1663  | 28 settembre 1668 |
| 27 |      | Juan Manuel de la Peña Bonifaz        | Spagnolo    | 28 settembre 1668 | 24 settembre 1669 |
| 28 |      | Manuel de León                        | Spagnolo    | 24 settembre 1669 | 21 settembre 1677 |
| 29 |      | Francisco Coloma                      | Spagnolo    | 21 settembre 1677 | 21 settembre 1677 |
| 30 |      | Francisco Mansilla Sotomayor y        | Spagnolo    | 21 settembre 1677 | 28 settembre 1678 |
| 31 |      | Juan de Vargas y Hurtado              | Spagnolo    | 28 settembre 1678 | 24 agosto 1684    |
| 32 |      | Gabriel de Curuzealegui y Arriola     | Spagnolo    | 24 agosto 1684    | aprile 1689       |
| 33 |      | Alonso de Avila Fuertes               | Spagnolo    | aprile 1689       | luglio 1690       |
| 34 |      | Fausto Cruzat y Gongora               | Spagnolo    | 25 luglio 1690    | 8 dicembre 1701   |
| 35 |      | Domingo Zabálburu de Echevarri        | Spagnolo    | 8 dicembre 1701   | 25 agosto 1709    |
| 36 |      | Martín de Urzúa y Arizmendi           | Spagnolo    | 25 agosto 1709    | 4 febbraio 1715   |
| 37 |      | Fernando Manuel de Bustillo           | Spagnolo    | 9 agosto 1717     | 11 ottobre 1719   |
| 38 |      | Francisco de la Cuesta                | Spagnolo    | 11 ottobre 1719   | 6 agosto 1721     |
| 39 |      | Toribio José Miguel de Cossío y Campa | Spagnolo    | 6 agosto 1721     | 14 agosto 1729    |
| 40 |      | Fernando de Valdés y Tamón            | Spagnolo    | 14 agosto 1729    | luglio 1739       |
| 41 |      | Gaspar Antonio de la Torre y Ayala    | Spagnolo    | luglio 1739       | 21 settembre 1745 |
| 42 |      | Manuel Antonio Rojo del Río           | Spagnolo    | 21 settembre 1745 | 20 luglio 1750    |
| 43 |      | Francisco José de Ovando y Solís      | Spagnolo    | 20 luglio 1750    | luglio 1754       |
| 44 |      | Pedro Manuel de Arandía Santisteban   | Spagnolo    | luglio 1754       | maggio 1761       |

## Storia
Dal 1565 al 1898, le Filippine furono governate da elementi di origine spagnola. Il governatore veniva nominato direttamente dal Vicereame della Nuova Spagna e governata in nome del re di Spagna. La Gran Bretagna occupò Manila durante la Guerra dei sette anni, precisamente nei 3 anni che intercorsero fra 1761 e il 1764. In seguito la Spagna riprese il controllo delle Filippine sino alla sconfitta contro gli USA nella guerra ispano-americana, da allora fu sotto il controllo delle forze armate statunitensi. Il titolo conferito a colui che deteneva il potere esecutivo del governo delle Filippine durante il periodo coloniale. Tale titolo venne creato e disciplinato dalla Spagna e dagli Stati Uniti d'America a partire dal 1565 e sino al 1935.